# Trzciel (gemeente)
De gemeente Trzciel is een stad- en landgemeente in het Poolse woiwodschap Lubusz, in powiat Międzyrzecki.
De zetel van de gemeente is in Trzciel.
Op 30 juni 2004 telde de gemeente 6348 inwoners.

## Oppervlakte gegevens
In 2002 bedroeg de totale oppervlakte van gemeente Trzciel 177,35 km², waarvan:
- agrarisch gebied: 44%
- bossen: 45%

De gemeente beslaat 12,78% van de totale oppervlakte van de powiat.

## Demografie
Stand op 30 juni 2004:
| Omschrijving                   | Totaal | Totaal | Vrouwen | Vrouwen | Mannen | Mannen |
| ------------------------------ | ------ | ------ | ------- | ------- | ------ | ------ |
| eenheid                        | aantal | %      | aantal  | %       | aantal | %      |
| inwoners                       | 6348   | 100    | 3201    | 50,4    | 3147   | 49,6   |
| bevolkingsdichtheid (inw./km²) | 35,8   | 35,8   | 18      | 18      | 17,7   | 17,7   |

In 2002 bedroeg het gemiddelde inkomen per inwoner 1344,44 zł.

## Administratieve plaatsen (sołectwo)
Brójce, Chociszewo, Jasieniec, Lutol Mokry, Lutol Suchy, Łagowiec, Panowice, Rybojady, Siercz, Sierczynek, Stary Dwór, Świdwowiec.

## Overige plaatsen
Bieleń, Jabłonka, Nowy Świat, Smolniki, Żydowo

## Aangrenzende gemeenten
Miedzichowo, Międzyrzecz, Pszczew, Szczaniec, Świebodzin, Zbąszynek, Zbąszyń